# Qualitätsingenieur
Qualitätsingenieur/Qualitätsingenieurin (englisch Quality Engineer) ist die Berufsbezeichnung für Ingenieure, die ein technisches Studium absolviert haben und im Bereich Qualitätswesen eine Vertiefung, Erfahrung oder Weiterbildung aufweisen können.

## Hauptaufgaben
Qualitätsingenieure haben sehr vielfältige Aufgabenbereiche. Im Allgemeinen sind sie dafür zuständig, die Produktqualität und Prozesssicherheit im Unternehmen zu garantieren. Sie kontrollieren die Einhaltung von Qualitätsnormen und legen bestimmte Qualitätsstandards fest. Zusätzlich identifizieren sie Verbesserungspotenziale und arbeiten an der Optimierung von Prozessen, Produkten und bestimmten Leistungen im Unternehmen.
Wenn ein Unternehmen ein neues Produkt entwickelt, sind Qualitätsingenieure für die Einhaltung der Qualitätsstandards für das jeweilige Produkt zuständig. Zu diesen Standards gehört auch die Umweltverträglichkeit. Zum Beispiel sind Qualitätsingenieure dafür zuständig, dass die Reißfestigkeit von Textilien in der Textilbranche gewährleistet ist oder der Lack eines Autos mit der Zeit nicht rostet. Falls Fehler am Produkt entstehen, sind sie für dessen Aufspürung und Beseitigung verantwortlich. Zur Beseitigung der Fehler, können je nach Ursache, auch Schulungen und Trainings für Mitarbeiter organisiert werden. Im Customer-Relationship-Management (CRM) bearbeiten Qualitätsingenieure Kundenreklamationen und Gewährleistungsansprüche. Auch Tätigkeiten, die die Sicherheit betreffen, sind für die Ingenieure nicht unüblich. Vor allem in der chemischen Industrie oder im Anlagenbau spielen Sicherheitsaspekte eine wichtige Rolle.
Neue Produkte werden gegenüber dem Kunden durch den Qualitätsingenieur bemustert.
Das ganze Tätigkeitsspektrum der Ingenieure umfasst eine große Anzahl an Aufgaben. Dazu gehören zusammengefasst folgende Tätigkeiten: Aufspürung technischer Mängel, Identifizierung von Funktionsstörungen, Überprüfung und Analyse, ob Qualitätsstandards (vgl. EN ISO 9000 ff.) eingehalten werden, Anleitung und Unterstützung von Entwicklungsteams zur Einhaltung von Qualitätszielen mit entsprechenden Lösungsvorschlägen, Anfertigung von Risikoanalysen, Analyse des Produktionsprozesses aus Sicht der Qualitätsabteilung, Einleitung von Verbesserungsmaßnahmen für Produkte oder Prozesse, Anfertigung von Checklisten, Durchführung von Tests, Festlegung von Zeiträumen, bis wann die Probleme beseitigt werden müssen, Überwachung des jeweiligen Prozesses (z. B. Entwicklungsprozesse), Berechnung von Qualitätskennzahlen, Analyse kundenbezogener Qualitätsanforderungen, Planung und Umsetzung von qualitätssichernden Maßnahmen und zuletzt die Planung und Durchführung von internen Audits
Die Aufgaben lassen sich unterscheiden in
- Quality Engineering Diese Mitarbeiter sind vorwiegend im Produktentwicklungsprozess tätig bis zur Bemusterung gegenüber dem Kunden und die Übergabe in die Serienfertigung
- Quality Assurance  Diese Mitarbeiter sind zuständig für Kundenprobleme (Reklamationen) während der laufenden Serienbelieferung. Sollten seitens des Kunden Beanstandungen kommen, so ermittelt der QA-Ingenieur gemeinsam mit den betroffenen Bereichen (Produktion, Logistik, …) nach den Ursachen, definiert mit dem Team kurzfristige und langfristige Abstellmaßnahmen und berichtet diese in Form eines 8D-Reports an den Kunden. Des Weiteren ist er zuständig u. a. für kontinuierliche Verbesserungsmaßnahme und Requalifikationen der Produkte.

## Anforderungen
Bevor man sich Qualitätsingenieur nennen kann, müssen mehrere Voraussetzungen erfüllt sein. Je nach Branche und Unternehmen gibt es eine große Variation bezüglich der Anforderungen. Die Bezeichnung Ingenieur ist geschützt und wer den Ingenieurstitel erlangen möchte, muss ein technisches oder naturwissenschaftliches Studium abgeschlossen haben. In der Regel ist ein erfolgreich abgeschlossenes technisches Studium im jeweiligen Fachgebiet der Branche erforderlich. Während des Ingenieursstudiums kann man seinen Schwerpunkt auf Qualitätsmodule festlegen. Zudem gibt es den Masterstudiengang Qualitätsingenieurwesen, der sich an Bachelor-Absolventen eines technischen Studiums richtet.
Für Ingenieure, die aus dem Bachelor- oder Masterstudium keine Qualitätskenntnisse vorweisen können, gibt es meistens die Möglichkeit, eine Weiterbildung oder Zusatzqualifikation zum Qualitätsingenieur zu absolvieren. Einige Hochschulen bieten Weiterbildungen mit Zusatzqualifikation zum Qualitätsingenieur an, wie z. B. die Wilhelm-Büchner Hochschule oder Beuth-Hochschule für Technik. Die Weiterbildung mit Urkunde gilt aber nur für Personen, die in der Regel einen technischen Hochschulabschluss besitzen. In Ausnahmefällen können auch Studenten der Wirtschaftswissenschaften mit entsprechenden und ausreichenden Belegungen von technischen Modulen die Weiterbildung absolvieren. Schließlich sind auch wirtschaftswissenschaftliche Module Bestandteile der Weiterbildung zum Qualitätsingenieur.
Eine andere Möglichkeit ist Berufserfahrungen z. B. in der Qualitätssicherung zu sammeln.
Zusätzlich können die Unternehmen Erfahrungen in Vertrieb, Entwicklung, Fertigung oder Service verlangen. Wie man sehen kann, gibt es nicht nur eine einzige Möglichkeit oder linearen Karriereverlauf, um als Qualitätsingenieur tätig zu werden.
Des Weiteren muss man wissen, was ein Produkt leisten soll und dessen Beschaffenheit gut kennen. Außerdem muss man viele Richtlinien und Normen kennen und zahlreiche Qualitäts-Tools- und Modelle wie FMEA, SPC oder Six Sigma beherrschen. Jeder Industriezweig besitzt unterschiedliche Programme und stellt spezifische Herausforderungen an die Ingenieure. Qualitätsingenieure kommen meistens von folgenden technischen Disziplinen: Medizintechnik, Bauingenieurwesen, Wirtschaftsingenieurwesen, Maschinenbau, Elektrotechnik, Materialwissenschaft und Werkstofftechnik.

## Soft Skills
Entscheidende Fähigkeiten, die Qualitätsingenieure für Unternehmen mitbringen müssen, sind zum Beispiel analytische Fähigkeiten. Aber auch Soft Skills wie Kommunikationsfähigkeit und Durchsetzungsfähigkeit spielen eine wesentliche Rolle. Aufgrund ihrer täglichen Aufgaben ist es wichtig, dass Qualitätsingenieure ein gewisses Organisationstalent besitzen. Diese Fähigkeiten sind unabdingbar und von signifikanter Bedeutung, um in einem interdisziplinären Team erfolgreich zusammenzuarbeiten. Ein ausgeprägtes Qualitätsbewusstsein und eine kundenorientierte Denkweise, helfen den Ingenieuren die Wünsche der Kunden besser zu verstehen und umzusetzen.
In international agierenden Unternehmen sind zusätzlich gute Englischkenntnisse, Reisebereitschaft und Flexibilität von Bedeutung.

## Aufstiegs- und Weiterbildungsmöglichkeiten
Qualitätsingenieure haben die Möglichkeit, sich selbstständig zu machen und ein Ingenieurbüro zu eröffnen. So können sie sich um die externe Qualitätssicherung kümmern. Wenn man eine Weiterbildung zum Auditor vorweisen kann, kann man als externer Qualitätsingenieur Audits durchführen. Doch dafür muss erst eine Weiterbildung zum Qualitätsmanagementbeauftragen (QMB) absolviert werden. Als QMB arbeitet man im Managementsektor und ist zum Beispiel für die Verbesserung und Weiterentwicklung von Qualitätsmanagementsystemen und das Qualitätscontrolling verantwortlich. Danach kann man sich zum Auditor ausbilden lassen. Die Weiterbildung zum Auditor ist im Qualitätsmanagement durch die ISO-Norm deutlich festgelegt. Man kann sich betriebsintern zum internen Auditor oder mithilfe zertifizierten Ausbildungsstandorten wie zum Beispiel dem TÜV, zum externen Auditor ausbilden lassen.

## Ähnliche Berufe
Es sind Ähnlichkeiten und Überschneidungen hinsichtlich der Tätigkeiten mit anderen Berufen vorhanden. Zu diesen gehört der Qualitätstechniker, Qualitätsauditor und Risikomanager. Der Beruf des Qualitätsingenieurs ist mit dem des Qualitätsmanagers nicht identisch. Doch beide Berufe weisen gewisse Schnittstellen auf, in denen es primär um Qualitätsfragen geht. In manchen kleinen, mittelständischen oder großen Unternehmen gibt es sogar überhaupt keinen Unterschied zwischen beiden Berufen. Trotzdem ist der Beruf des Qualitätsmanagers im Gegensatz zum Ingenieurwesen nicht technikorientiert. Falls es eine Unterteilung im jeweiligen Unternehmen gibt, dann sind die Manager zur Bewertung von Qualitätsthemen und der Qualitätshandhabung zuständig. Eine Aufgabe davon ist z. B. das Qualitätskostenreporting. Der Qualitätsmanager kann dem Qualitätsingenieur Aufträge geben, damit dieser sich um die Umsetzung kümmert. Der Manager ist in der Hierarchie eines Unternehmens eine Stufe über dem Ingenieur.

## Branche
Qualitätsingenieure gehen Tätigkeiten in Unternehmen aller Wirtschaftsbereiche nach. Einige Bereiche, in denen sie zur Qualitätserhaltung von signifikanter Bedeutung sind, sind zum Beispiel: Chemische Industrie, Textilindustrie, Pharmaindustrie, Automobilindustrie, Lebensmittelindustrie, Gesundheitswesen, Soziale Einrichtungen, Technische Dienstleistungen.

## Geschlechterverteilung
Die Frauenquote im Qualitätsingenieurwesen liegt bei ca. 30 %.